# Diaprepesilla flavimarginaria
Diaprepesilla flavimarginaria är en fjärilsart som beskrevs av Bremer sensu Wehrli 1936. Diaprepesilla flavimarginaria ingår i släktet Diaprepesilla och familjen mätare. Inga underarter finns listade i Catalogue of Life.